# Espenau
Espenau település Németországban, Hessen tartományban. Lakosainak száma 5369 fő (2023. december 31.).

## Népesség
A település népességének változása:
| Lakosok száma | 5231 | 5170 | 5192 | 5266 | 5369 |
|               | 2017 | 2019 | 2021 | 2022 | 2023 |